# ワイメア桜伝統祭り

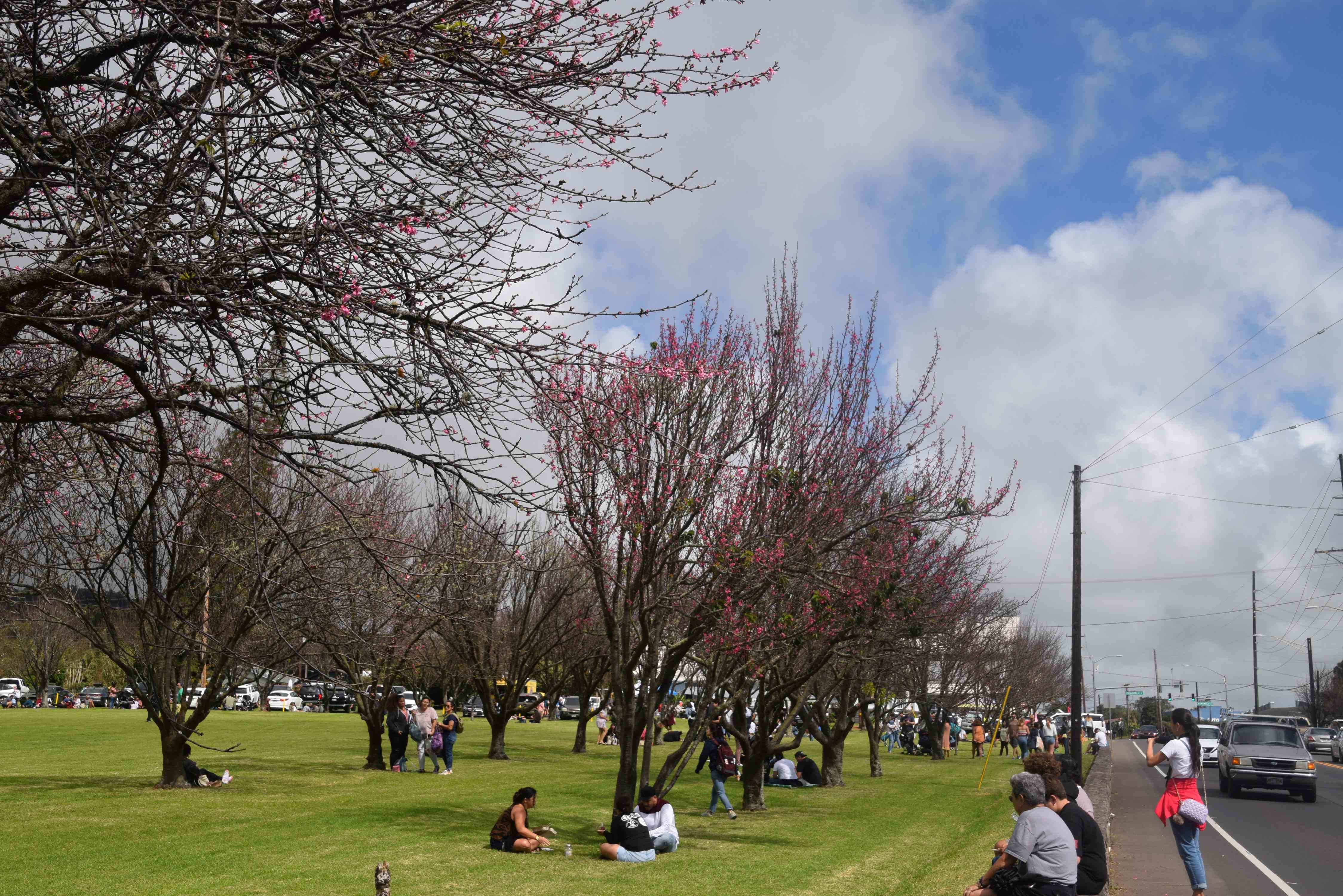
教会並び公園（Church Row Park）でワイメア桜伝統祭り

ワイメア桜伝統祭り（ワイメア桜伝統祭り、英語: Waimea Cherry Blossom Heritage Festival）は、アメリカ合衆国ハワイ州ハワイ島のワイメアで開催される桜祭りである。

## 概要
「ワイメア桜伝統祭り」は毎年2月の最初の土曜日に、町の中心部であるハワイ州道19号線に沿った「教会通り公園」（Church Row Park）と近くのパーカー牧場で開催される。
観桜以外に、フラ、ハワイの音楽、ローカルフードの屋台などがあり、日本伝統文化の餅つき、折り紙教室、盆栽などの展示・発表もある。
ワイメアの桜は1950年代初頭に、ワイピオ渓谷の日系人が沖縄から持ち帰って植えて、ワイメアの人が育てたといわれていて、カンヒザクラが中心である。ワイメアは東からの季節風が強い高地にあるために、他の木々と共に桜の枝も西へなびいている。2023年2月には、コロナ禍で中止されていたこの祭りが30回目として、三年ぶりで開かれた。

## 写真集

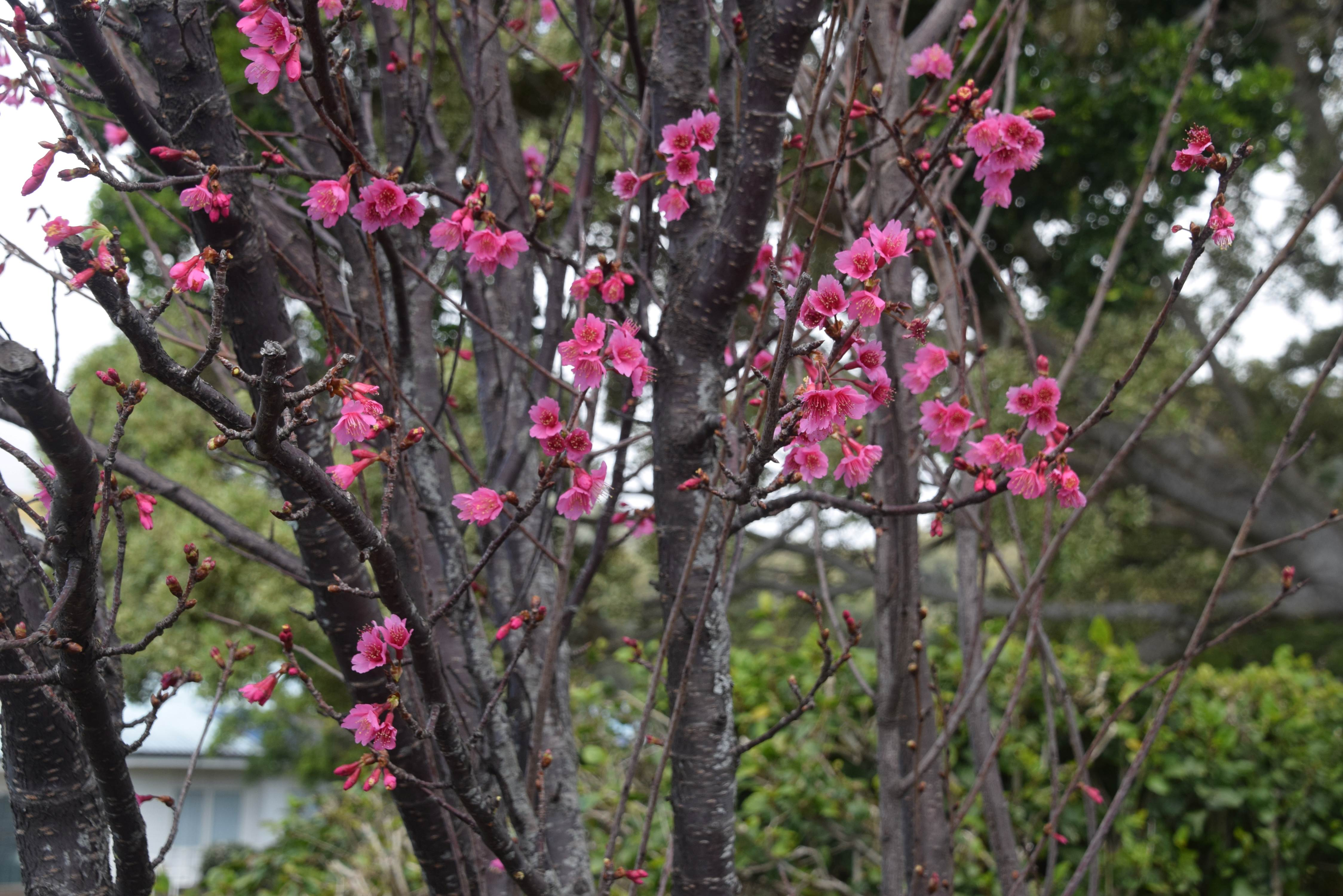
寒緋桜が満開
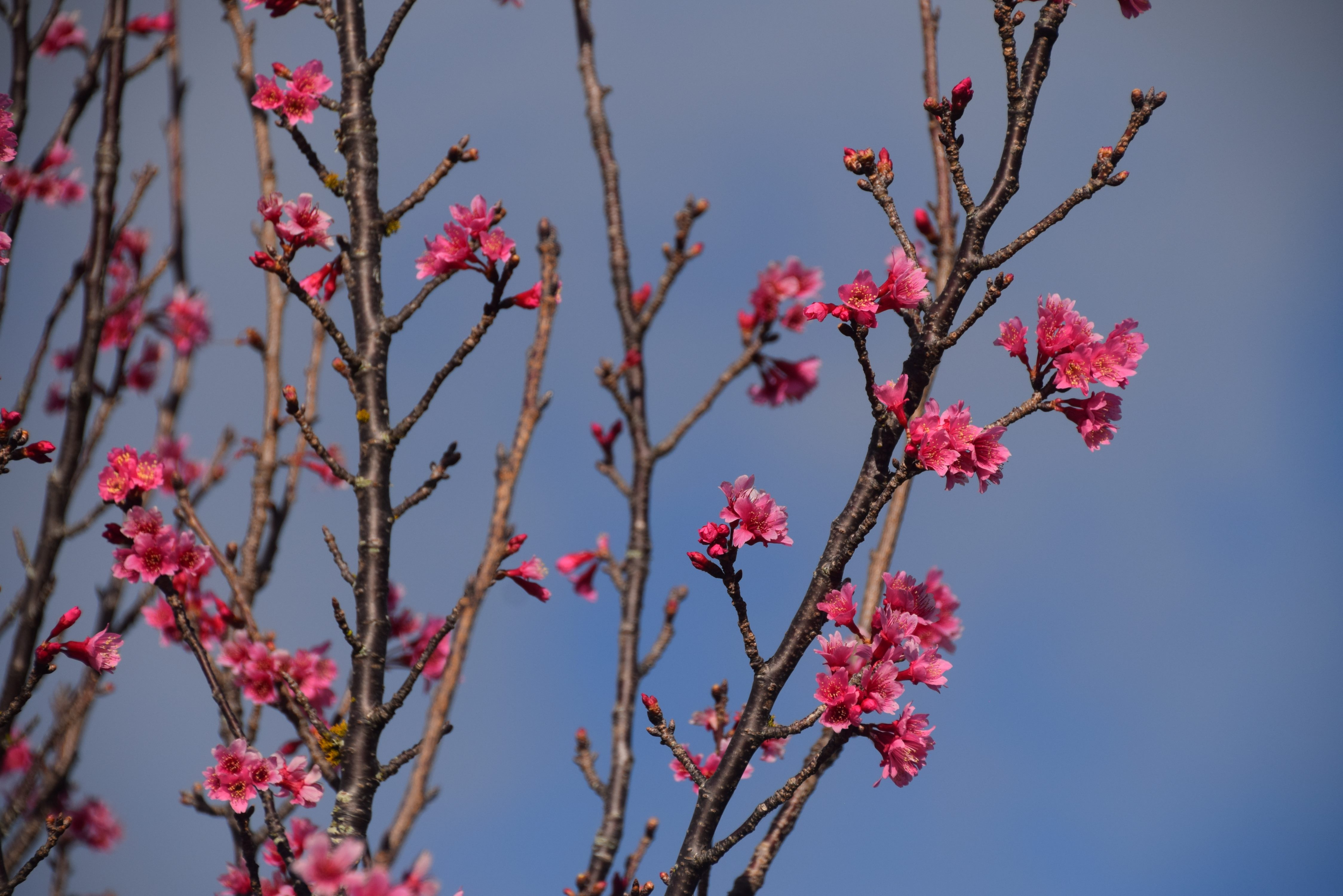
寒緋桜が満開
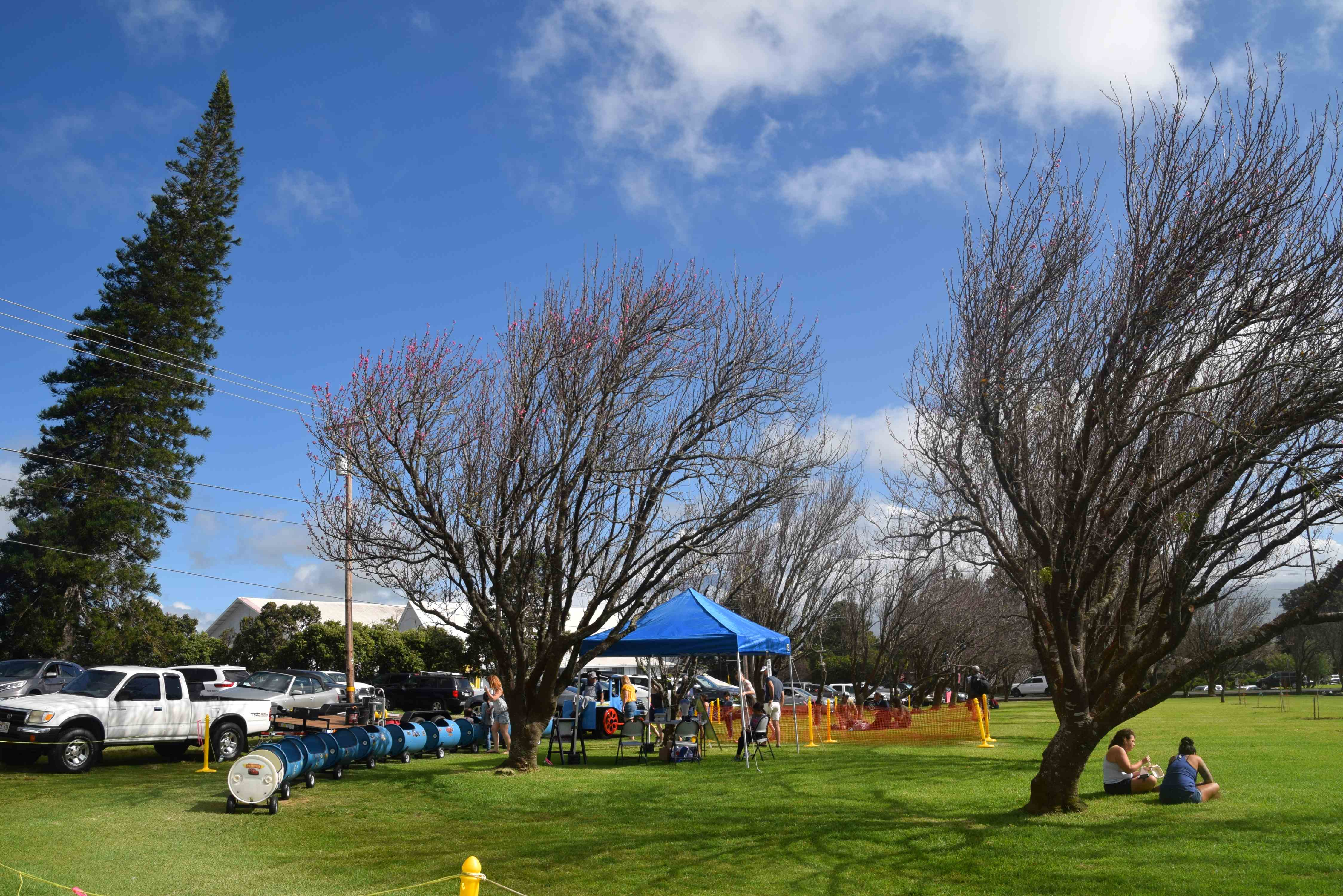
風が強い土地柄で、桜も他の木々も西へなびいている
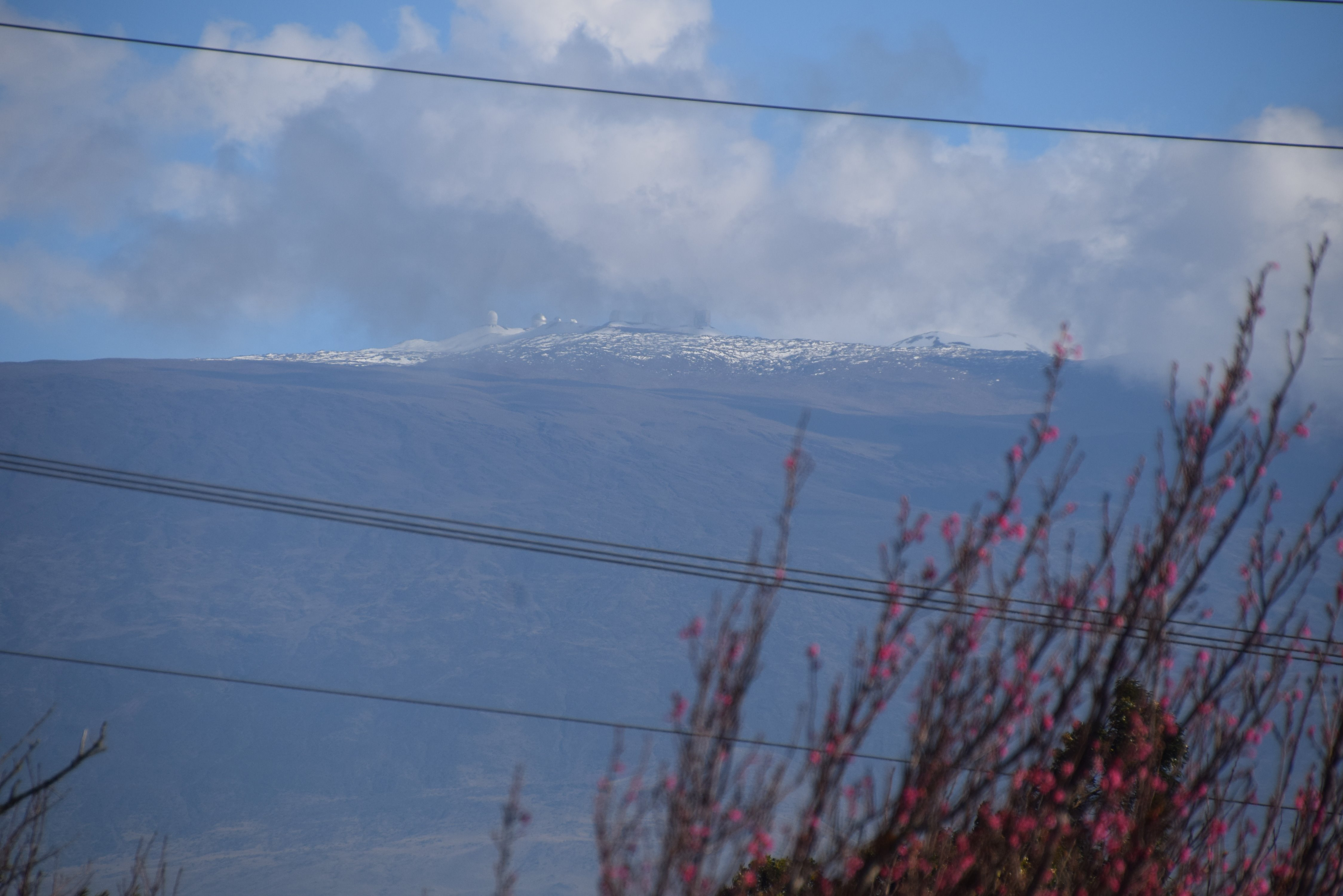
祭りは２月でマウナケア山頂上には積雪

## 参照項目
- マウナケア山
- W・M・ケック天文台本部（在ワイメア）